# Tour de France
Il Tour de France (detto anche il Tour o la Grande Boucle) è la maggiore corsa a tappe maschile di ciclismo su strada professionistico, che si svolge annualmente lungo le strade francesi.
Ideato da Henri Desgrange, è il più importante dei tre Grandi Giri e da molti considerato l'evento ciclistico più importante dell'anno, nonché uno tra i più importanti avvenimenti sportivi al mondo, parte del calendario professionistico UCI World Tour. A partire dal 1903 la corsa si è svolta ogni anno (risultando il più antico grande Giro), ad eccezione dei periodi della prima e della seconda guerra mondiale, durante il mese di luglio, nell'arco di circa tre settimane e su un percorso ogni volta diverso attraverso la Francia e i paesi confinanti. Mentre il luogo di partenza è in genere ogni volta diverso, l'arrivo è tipicamente a Parigi sugli Champs-Élysées. L'organizzazione della gara è affidata alla Société du Tour de France, una sussidiaria dell'Amaury Sport Organisation, che fa parte del gruppo mediatico de L'Équipe.
Il record di vittorie è condiviso da quattro corridori, ognuno con cinque vittorie: il francese Jacques Anquetil (nel 1957, 1961, 1962, 1963 e 1964), il belga Eddy Merckx (nel 1969, 1970, 1971, 1972 e 1974), il francese Bernard Hinault (nel 1978, 1979, 1981, 1982 e 1985) e lo spagnolo Miguel Indurain dal 1991 al 1995 (l'unico a vincere in cinque anni consecutivi).
Dal 1984 fino al 1993 venne organizzato parallelamente anche un Tour de France femminile, nuovamente istituito a partire dal 2022.

## Storia

### Le origini del Tour

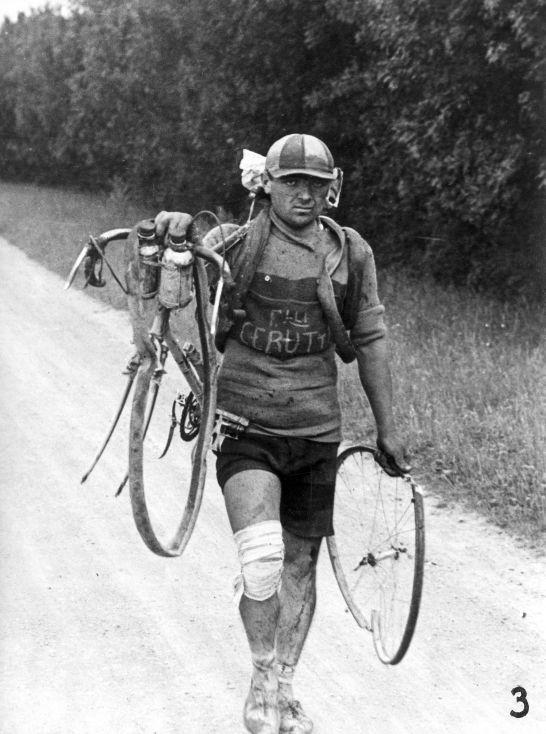
Giusto Cerutti al Tour de France nel 1928

Le radici del Tour de France possono essere ricondotte all'affare Dreyfus, uno scandalo politico che divise la Francia per molti anni sul finire del XIX secolo riguardo all'innocenza di Alfred Dreyfus, un ufficiale accusato di aver venduto segreti militari alla Germania. Le opinioni si scaldarono e ci furono dimostrazioni da entrambe le parti, come quella che lo storico Eugen Weber chiamò "un'assurda baruffa politica" verificatasi durante una corsa di cavalli a Parigi nel 1899. Tra i manifestanti vi era il Marchese Jules-Albert De Dion, proprietario della De Dion-Bouton, una casa automobilistica francese, che riteneva Dreyfus colpevole. De Dion passò 15 giorni in prigione e fu multato di 100 franchi per il suo ruolo ad Auteuil.
Tale incidente, secondo Weber, fu creato su misura per la stampa sportiva. Il più importante quotidiano sportivo francese era Le Vélo, che vendeva 80.000 copie al giorno. Il suo editore, Pierre Giffard, riteneva Dreyfus innocente e i suoi principali sponsor, tra cui de Dion, non apprezzarono. Quest'ultimo, nel 1900, decise, insieme ad altri antidreyfusardi come Edouard Michelin, di finanziare Henri Desgrange che creò un quotidiano sportivo rivale, L'Auto-Vélo. Visto che Le Vélo era pubblicato su carta verde, Desgrange fece editare il suo su carta gialla (qualche anno più tardi fu proprio da questo colore che nacque la maglia gialla). Desgrange era un famoso ciclista e possedeva insieme a Victor Goddet il velodromo al Parco dei Principi. De Dion lo conobbe per la sua reputazione nel mondo del ciclismo, attraverso libri e articoli di ciclismo che aveva scritto.
L'Auto-Vélo non ebbe però il successo che i suoi finanziatori speravano. Per trovare una soluzione alla crisi e alle vendite inferiori al giornale rivale, ci fu una riunione il 20 novembre 1902 nella sede del giornale nel quartiere parigino di Montmartre. L'ultimo a parlare fu il più giovane tra loro, il principale giornalista di ciclismo, un ventiseienne chiamato Géo Lefèvre, che Desgrange aveva assunto dal quotidiano rivale. Lefèvre suggerì una gara di sei giorni di ciclismo, attraverso tutta la Francia. Le gare di ciclismo su lunga distanza erano un comune mezzo per vendere più giornali, ma nessun evento della lunghezza che Lefèvre aveva suggerito era mai stato organizzato.
Desgrange in precedenza aveva già tentato di copiare e ricreare corse organizzate dal suo rivale: nel 1901 ripropose, dopo un decennio di assenza, la Parigi-Brest ma la corsa non ottenne l'attenzione del pubblico sperata. Normalmente le più lunghe gare andavano da città a città, come da Bordeaux a Parigi, in un giorno solo. Giffard fu il primo a suggerire una gara che durasse diversi giorni, evento nuovo per il ciclismo ma pratica già diffusa nelle gare automobilistiche. Diversamente da altre gare di ciclismo, sarebbe stata corsa largamente senza battistrada. Se una gara del genere fosse stata organizzata, L'Auto-Vélo avrebbe battuto il quotidiano rivale e probabilmente lo avrebbe fatto anche fallire.
Desgrange era dubbioso ma il direttore finanziario, Victor Goddet, fu entusiasta. Lasciò le chiavi della cassaforte della compagnia a Desgrange e gli disse: "Prendi ciò che ti serve" Il 16 gennaio 1903, Desgrange perse il processo che lo vedeva opposto a le Vélo, e fu costretto a rinominare L'Auto-Vélo in L'Auto. Il ciclismo era lo sport re in Francia e questo cambio di denominazione poteva avere effetti decisivi. Pochi giorni dopo, il 19 gennaio, L'Auto annunciò l'organizzazione della corsa.

### Il primo Tour de France

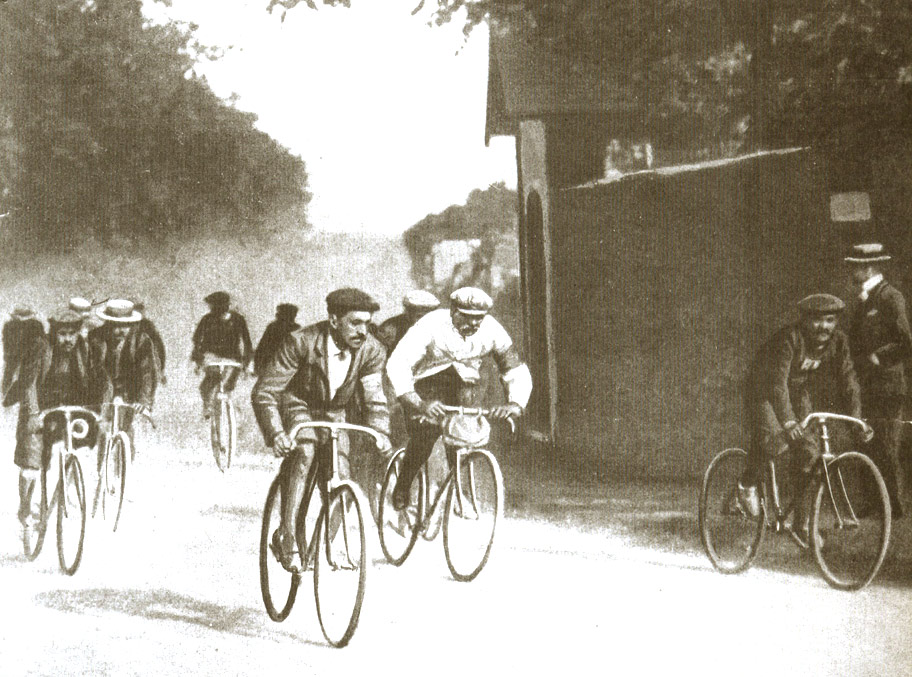
Tour del 1903

Il primo Tour fu organizzato su cinque tappe, dal 31 maggio al 5 luglio 1903, con partenza e arrivo a Parigi e tappe intermedie a Lione, Marsiglia, Bordeaux e Nantes. Tolosa fu aggiunta in seguito per interrompere la lunga traversata del sud della Francia, dal Mar Mediterraneo all'Oceano Atlantico. Le tappe iniziavano durante la notte e terminavano il pomeriggio successivo, con giorni di riposo per permettere ai ciclisti di recuperare le energie. La durezza della corsa e i costi elevati per molti, portarono a sole 15 iscrizioni. Desgrange, che non era mai stato pienamente convinto, fu vicino ad abbandonare l'idea. Diminuì invece la lunghezza a 19 giorni, cambiando le date dal 1º al 19 luglio, e offrì un assegno quotidiano di cinque franchi a tutti i corridori tra i primi 50 che avevano vinto meno di 200 franchi e a chi aveva mantenuto una media di al massimo 20 km/h in tutte le tappe, cifre che un corridore avrebbe guadagnato lavorando una giornata in fabbrica. Diminuì anche il costo dell'iscrizione da 20 a 10 franchi, portò il primo premio a 12000 franchi e il premio per ognuno dei vincitori di tappa a 3000 franchi. Il vincitore avrebbe guadagnato sei volte quello che la maggior parte dei lavoratori percepivano in un anno. Questo portò all'iscrizione di circa 60-80 corridori, tra cui non solo professionisti, ma anche dilettanti, alcuni impiegati e alcuni avventurieri.
Il primo Tour de France partì all'esterno del Café Reveil-Matin all'incrocio tra le vie Melun e Corbeil nel villaggio di Montgeron. Il via fu dato dallo starter Georges Abran alle 3 e 16 nella notte del 1º luglio 1903. L'Auto – che non aveva parlato della corsa sulla sua prima pagina quella mattina – preferì concentrarsi sulla corsa automobilistica Coupe Gordon-Bennett, anche se non sarebbe iniziata che 48 ore dopo. La scelta rifletté non solo il fatto che il Tour era una cosa sconosciuta - solo dopo la fine della prima edizione assunse una reputazione - ma anche i dubbi di Desgrange al riguardo. La sua posizione di editore dipendeva dall'aumento delle vendite che ci sarebbe stato se il Tour avesse avuto successo, ma sia il giornale che i suoi impiegati avrebbero perso molti soldi se ciò non fosse accaduto. Desgrange preferì mantenere le distanze. Non diede il via della corsa e non seguì i corridori. Fu Lefèvre a seguire la corsa in moto e treno. Desgrange mostrò un personale interesse solo quando la corsa sembrava avviata al successo. L'Auto riportò:

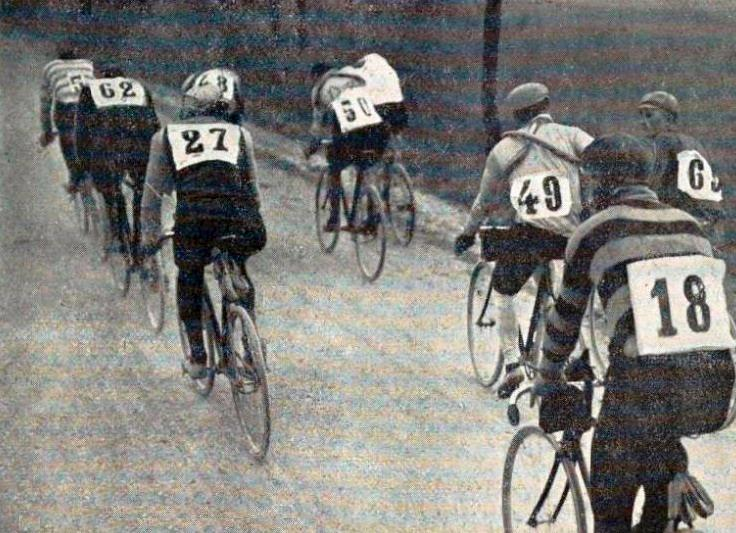
Tour del 1906

«Gli uomini sventolarono i loro cappelli, le signore i loro ombrelli. Uno disse che a loro sarebbe piaciuto toccare i muscoli d'acciaio dei campioni più coraggiosi dall'antichità. Chi porterà via il primo premio, entrando nel pantheon dove solamente superuomini possono andare?»
Tra i corridori c'erano il futuro vincitore, Maurice Garin, il suo rivale Hippolyte Aucouturier, il favorito tedesco Josef Fischer, e molti avventurieri tra i quali uno partecipò come "Samson". L'uso di nomi falsi e coloriti non era inusuale. Rifletteva non solo la presunzione e l'audacia dei partecipanti, ma anche lo scandalo che era ancora associato alle gare di ciclismo. La prima gara, da Parigi e Rouen, incluse molti partecipanti con nomi costruiti o semplicemente presentatisi con le iniziali. La prima donna che terminò la corsa fu presentata come "Miss America", anche se non era americana. La corsa finì alla periferia di Parigi, a Ville d'Avray, all'esterno del "Restaurant du Père Auto", prima di una corsa cerimoniale a Parigi e diversi giri del Parco dei Principi. Garin dominò la gara, vincendo la prima e le ultime due tappe, ad una media di 25,68 km/h. L'ultimo classificato, Arsène Millocheau, terminò a 64h57'08" da lui.
La corsa catturò l'attenzione del pubblico. Le vendite de L'Auto salirono da 25 000 a 65 000; nel 1908 furono 250 000 e durante il Tour del 1923 500 000. Il record fu di 854 000 copie durante il Tour del 1933. Le Vélo invece fallì.

### Le crisi e la lotta al doping
Il Tour de France è stato scosso tre volte dalla morte di un ciclista. Lo spagnolo Francisco Cepeda perse la vita nel 1935, vittima di una spaventosa caduta lungo la discesa del Galibier. Poco prima della vetta del Mont Ventoux, il 13 luglio 1967 morì il ciclista inglese Tommy Simpson, vittima di un micidiale cocktail di anfetamine e alcol e del caldo opprimente. Nel 1995 perì il giovane ciclista italiano, campione olimpico, Fabio Casartelli a causa delle ferite riportate nella caduta nella discesa del Col Portet d'Aspet (Pirenei).

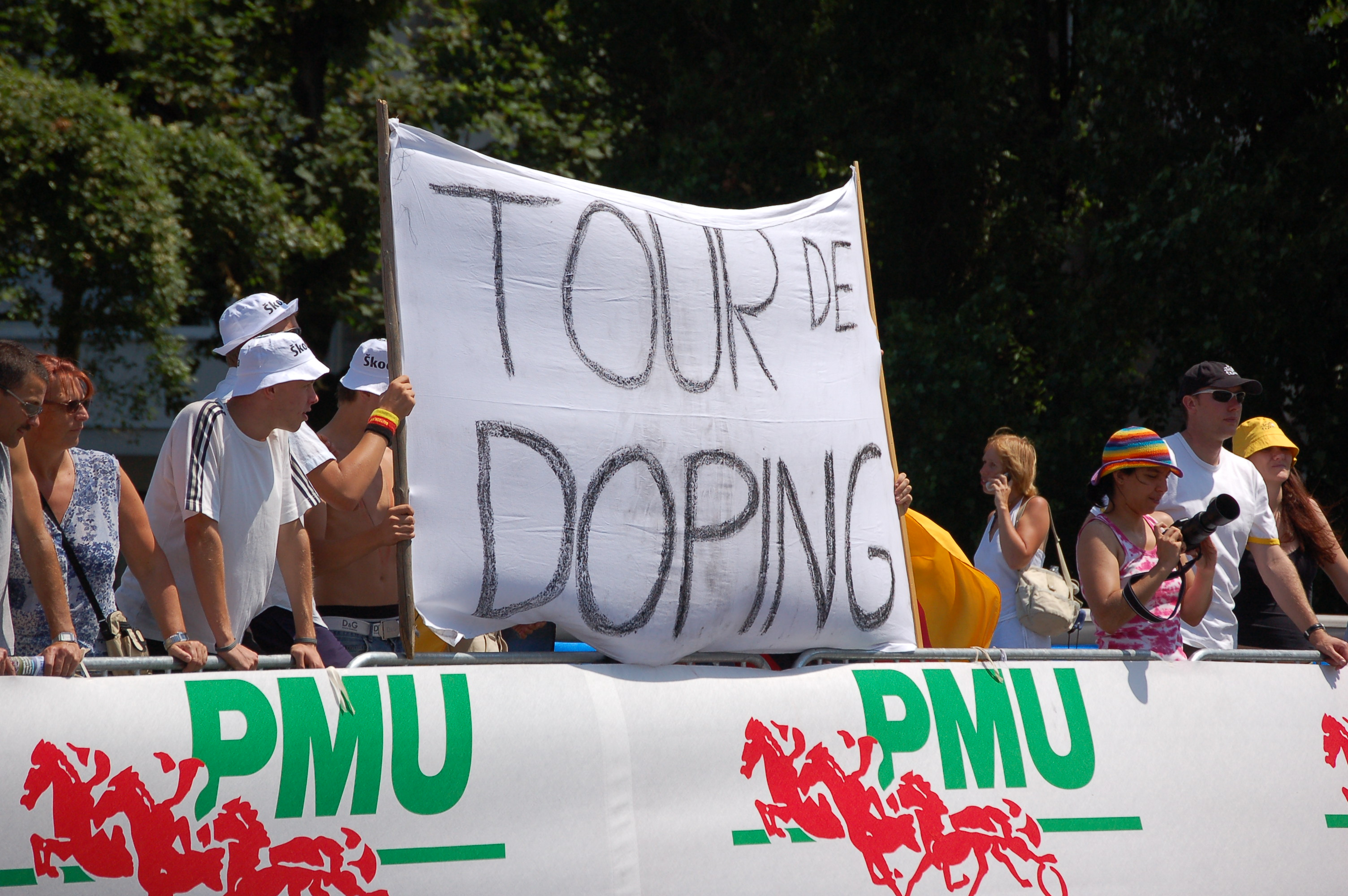
Le contestazioni dei tifosi

Durante il Tour del 1998 scoppiò il più grande scandalo di doping della storia del ciclismo, dopo che nella macchina di Willy Voet, responsabile della squadra Festina, fu trovata una grande quantità di sostanze proibite. Il pubblico ministero ordinò numerose perquisizioni negli hotel occupati dalle squadre dei ciclisti. Queste perquisizioni dimostrarono che nella squadra della Festina era ampiamente praticato l'uso di sostanze dopanti e mostrarono anche l'inefficienza dei controlli antidoping, in quanto nessun corridore della Festina era mai risultato positivo a tali test; la squadra fu comunque espulsa. In segno di protesta per tale atmosfera, tutti i corridori tolsero i loro numeri su maglie e bici per una tappa, che risultò senza vincitori, dove il gruppo fece "vincere" la TVM, altra squadra sospettata di doping, che in seguito fu esclusa dalla Boucle.
Il doping tornò alla ribalta nel 2006, quando molti ciclisti coinvolti nell'inchiesta spagnola Operación Puerto furono esclusi dalla Grande Boucle alla vigilia della partenza, tra questi i tre principali pretendenti: Ivan Basso, reduce dalla vittoria al Giro d'Italia, Jan Ullrich, che venne anche licenziato dalla sua squadra, e Aleksandr Vinokurov, il quale non fu direttamente coinvolto nello scandalo ma non poté prendere il via in quanto la sua squadra non fu in grado di schierare il numero minimo di atleti richiesti. La corsa fu vinta da Floyd Landis, ma subito dopo lo statunitense fu trovato positivo e squalificato, cedendo la vittoria allo spagnolo Óscar Pereiro.
Il 25 maggio 2007, il vincitore del Tour del 1996, Bjarne Riis, ammise in una conferenza stampa di aver fatto uso di doping nel periodo in cui vinse la Grande Boucle; per questo motivo la sua vittoria del 1996 fu in un primo momento revocata e poi riconsegnata il 4 luglio del 2008 (perché al momento della confessione il reato era prescritto). Il 24 maggio 2007 anche Erik Zabel ammise di aver usato EPO nelle prime settimane del Tour del 1996.
Fu un anno nero il 2007. Tre ciclisti risultarono positivi ai controlli: Aleksandr Vinokurov (dopo aver vinto due tappe) per una trasfusione, il due volte campione italiano Cristian Moreni per testosterone e il tedesco Patrick Sinkewitz sempre per testosterone ma in un controllo fuori dal Tour. Quest'ultima squalifica portò le tv tedesche ARD e ZDF ad abbandonare la copertura della corsa. Le squadre di Vinokourov (l'Astana) e Moreni (la Cofidis) si ritirarono in blocco. Inoltre Michael Rasmussen, mentre era in maglia gialla a pochi giorni dalla conclusione della gara, venne prima escluso dalla sua nazionale per le Olimpiadi, poi cacciato dalla propria squadra (la Rabobank) e infine espulso dalla corsa per aver mentito sulla sua reperibilità per i test antidoping. A incastrarlo fu, involontariamente, il commentatore RAI Davide Cassani, che durante una telecronaca raccontò di averlo incontrato mentre si allenava in Italia, senza sapere che Rasmussen in quello stesso periodo aveva detto alla propria squadra di trovarsi in Messico.
Al Tour 2008, fu trovato positivo Riccardo Riccò, vincitore di due tappe e maglia bianca; la squadra abbandonò il Tour e licenziò il ciclista, insieme con Leonardo Piepoli. Nel 2009 invece, Alejandro Valverde fu costretto a rinunciare alla Boucle: implicato nell'Operación Puerto, gli era stato precluso per due anni dalla procura antidoping del CONI di prendere parte alle corse che si svolgevano in Italia e il Tour di tale anno attraversava in parte il paese, precisamente la Valle d'Aosta.
Infine il 24 agosto 2012 scoppiò lo scandalo relativo a Lance Armstrong, vincitore del Tour per sette volte, dal 1999 al 2005, che si vide annullare tutte le vittorie per doping dalla USADA. I risultati dell'inchiesta sul ciclista statunitense e su altri suoi compagni di squadra, tra cui Levi Leipheimer, furono accolti dall'UCI, che il 26 ottobre 2012 confermò le squalifiche inflitte dall'agenzia antidoping statunitense, stabilendo inoltre la non alterabilità delle classifiche generali inerenti al periodo 1998-2005. Il 17 gennaio 2013 il ciclista confessò pubblicamente di aver fatto uso di sostanze dopanti nella trasmissione TV di Oprah Winfrey.

### Partecipanti

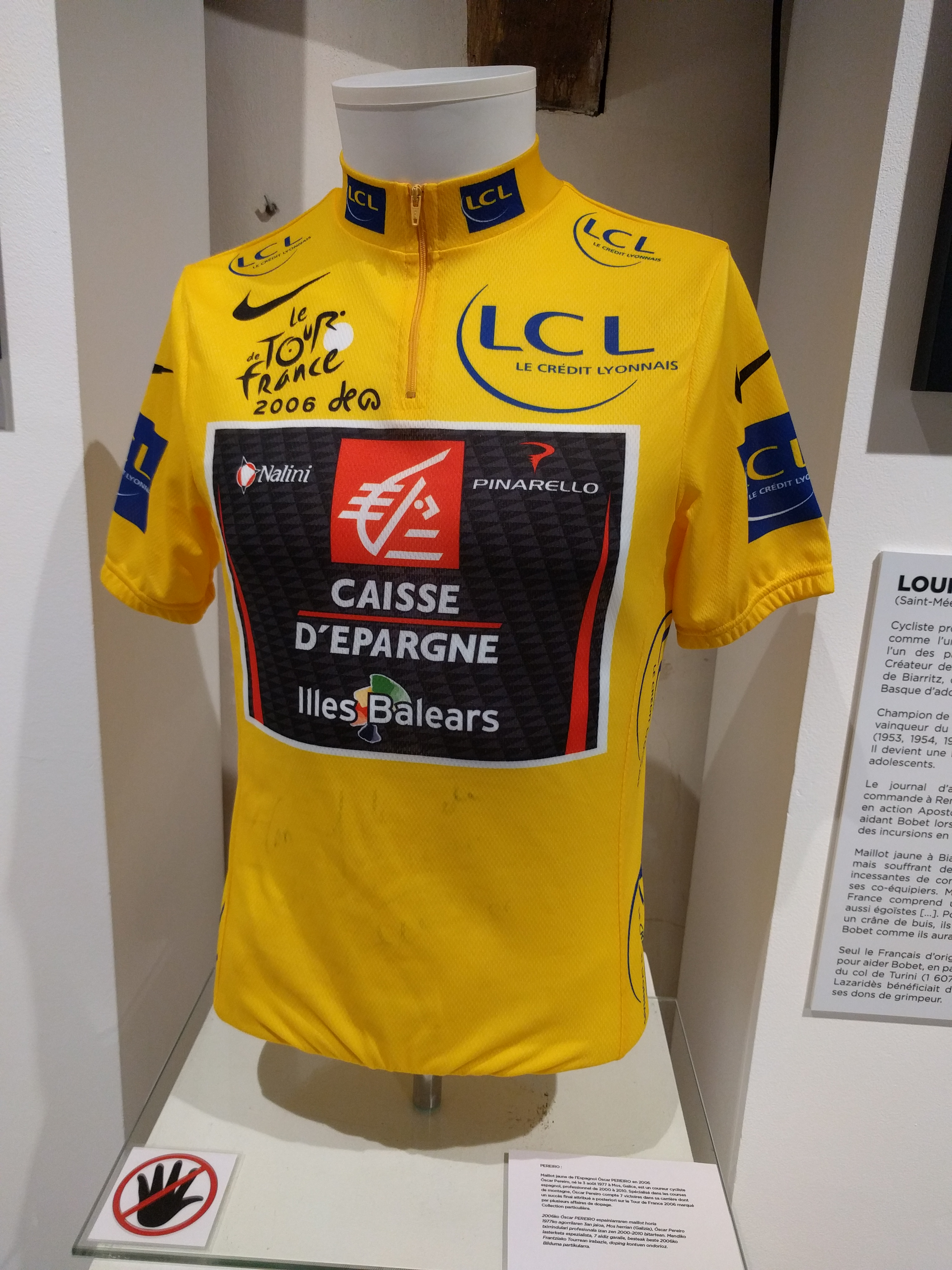
Maglia gialla in esposizione

Desgrange e il suo Tour inventarono le gare a tappe di ciclismo. Desgrange sperimentò prima la classifica per tempo impiegato, poi dal 1906 al 1912 per punti guadagnati in base alla posizione al termine di ogni tappa.
Il suo sogno era una gara a partecipazione individuale. Invitò delle squadre, ma vietò ai loro membri di collaborare tra loro. Successivamente gestì il Tour in altro modo, come una grande cronometro a squadre, con le squadre che partivano separate e i corridori che collaboravano tra loro. Inizialmente permise ai corridori che cadevano di continuare a correre il giorno successivo, gareggiando per i premi giornalieri ma non per quello finale. Permise anche alle squadre che perdevano dei corridori negli anni in cui il Tour si correva come una cronometro a squadre di sostituirli con rimpiazzi freschi.
Condusse soprattutto una campagna contro gli sponsor, come le fabbriche di biciclette, che secondo lui stavano minando lo spirito individualista del Tour.

#### Touriste-routiers e squadre regionali
Il primo Tour fu aperto a chiunque volesse parteciparvi. Molti corridori facevano parte di squadre, mentre i partecipanti singoli venivano chiamati touriste-routiers - turisti della strada - e fu permesso loro di parteciparvi anche senza fare domanda agli organizzatori. Alcuni dei più rappresentativi partecipanti al Tour erano "touriste-routiers". Uno di essi ogni giorno, dopo aver terminato la tappa, offriva esibizioni acrobatiche nelle strade per guadagnare i soldi per l'hotel.
Non ci fu più posto per i partecipanti individuali nei Tour dopo il 1930, così Desgrange creò delle squadre regionali, generalmente provenienti dalla Francia, che permettevano di partecipare ai corridori che non avevano altri metodi per qualificarsi. Molti dei "touriste-routiers" non parteciparono più, ma alcuni furono inclusi nelle squadre regionali.

#### Squadre nazionali

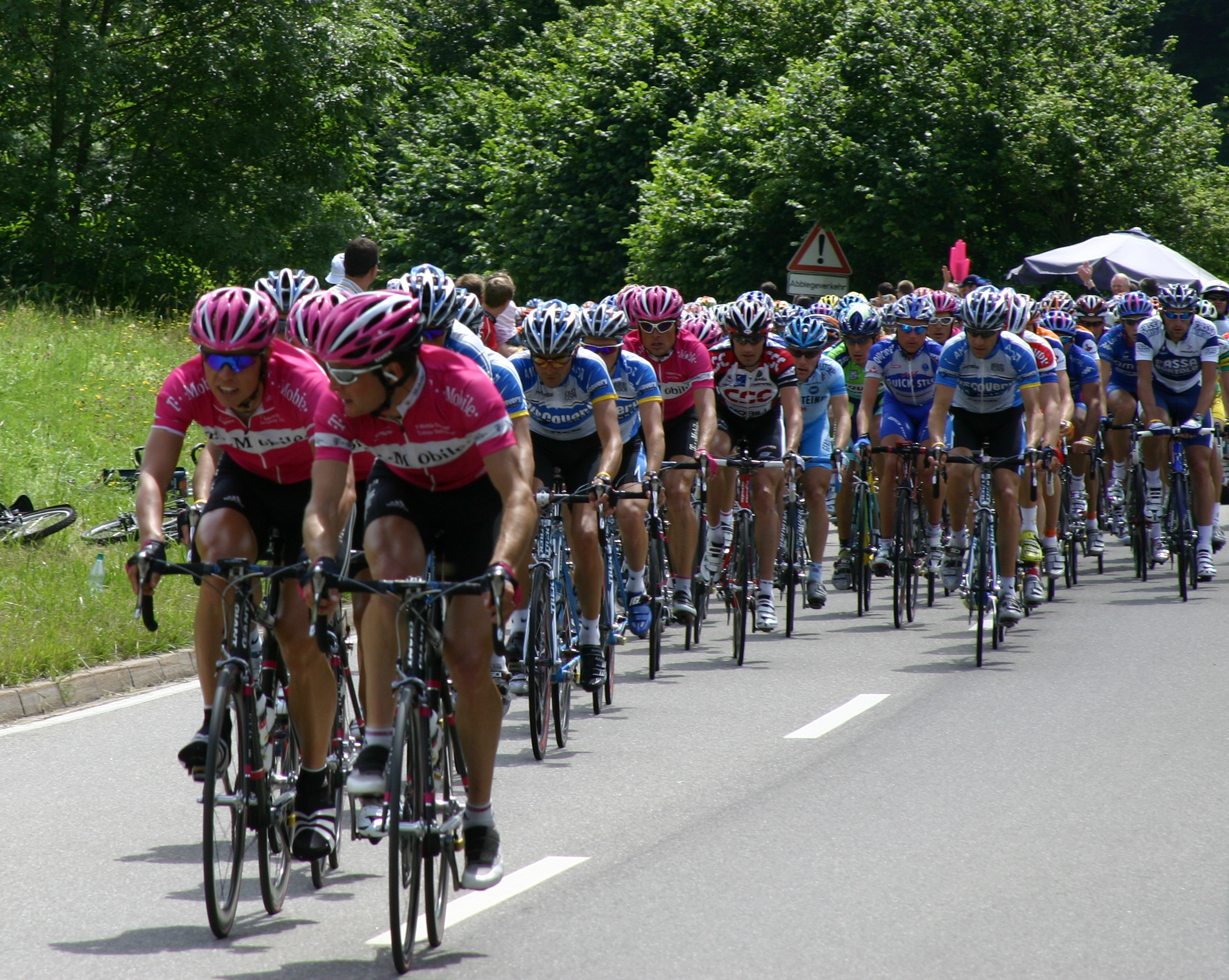
Plotone in una tappa pianeggiante del Tour 2005

Il primo Tour fu riservato ai partecipanti individuali e ai membri delle squadre sponsorizzate. C'erano due classifiche, una per i migliori e una per gli altri, con regole differenti. Dalla fine degli anni 20, Desgrange non credeva di riuscire a sconfiggere le tattiche sottobanco delle fabbriche di biciclette. Quando la squadra Alcyon fece vincere Maurice Dewaele nonostante fosse malato, disse "La mia corsa è stata vinta da un cadavere" e nel 1930 ammise solo squadre rappresentate da corridori di un Paese o regione.
Squadre nazionali si contesero la vittoria al Tour fino al 1961. Le squadre erano di dimensioni differenti: alcune nazioni avevano più di una squadra e altre erano unioni tra nazioni diverse per raggiungere il numero di corridori per partecipare. Le squadre nazionali catturavano l'attenzione del pubblico ma avevano un problema: molti corridori che vi facevano parte gareggiavano in squadre rivali durante il resto della stagione. La lealtà dei corridori era spesso discutibile, sia all'interno che tra le squadre.

#### Ritorno alle squadre di club
I corridori delle squadre nazionali vestivano i colori della loro nazione e vi era una piccola scritta sul torace che indicava la squadra per cui correvano normalmente. Gli sponsor erano contrari a lasciare i loro corridori nell'anonimato per la più importante gara dell'anno e la situazione divenne critica all'inizio degli anni 60. La vendita di biciclette era scesa e molti produttori avevano chiuso. Secondo gli sponsor, si rischiava che le industrie fallissero se non avessero potuto pubblicizzarsi al Tour de France.
Il Tour ritornò alle squadre di club nel 1962, con diversi problemi. Il doping diventò un problema e furono introdotti i test per i corridori, che decisero di scioperare vicino a Bordeaux nel 1966 e gli organizzatori sospettarono che fossero stati gli sponsor a deciderlo. Il Tour tornò dunque a squadre nazionali nel 1967 e nel 1968 come "esperimento"
Tornò di nuovo alle squadre di club nel 1969 con la suggestione che le squadre nazionali potessero tornare in pochi anni. Non accadde più.

## Organizzatori

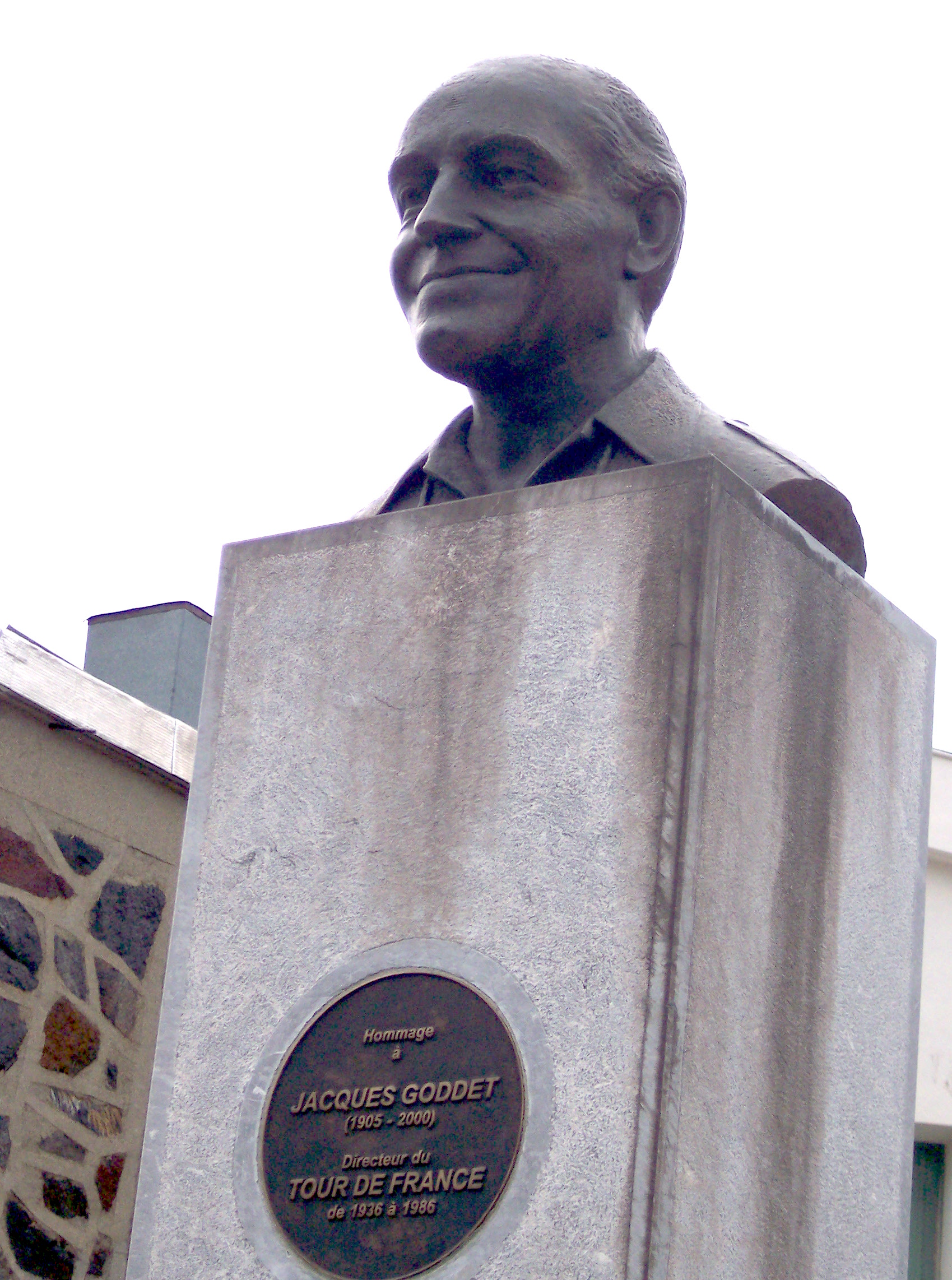
Monumento in onore a Jacques Goddet sulla cima del Tourmalet

Il primo organizzatore fu Henri Desgrange, anche se fu Lefèvre a seguire la corsa nel 1903, in moto e treno. Nel 1936 Desgrange fu operato alla prostata - due operazioni erano necessarie all'epoca - e il Tour doveva essere disputato tra queste. Riuscì a persuadere il suo chirurgo a lasciargli seguire la gara. Il secondo giorno fu estremamente provante, giunto febbricitante a Charleville, si ritirò nel suo castello a Beauvallon. Morì nella sua casa sulla costa del Mediterraneo il 16 agosto 1940. L'organizzazione passò nelle mani di Jacques Goddet.
La seconda guerra mondiale interruppe il Tour. La "German Propaganda Staffel" voleva fosse corso e offrì delle facilitazioni altrimenti negate, nella speranza di mantenere un senso di normalità. Offrirono di aprire i confini della Francia occupata al nord e la Francia di Vichy nel sud, ma Goddet rifiutò.
Nel 1944, L'Auto fu chiuso – le sue porte vennero inchiodate – e tutti i suoi possedimenti, incluso il Tour, furono sequestrati dallo Stato per aver pubblicato articoli vicini ai tedeschi. I diritti sul Tour furono quindi gestiti dal governo. A Jacques Goddet fu permesso di pubblicare un altro quotidiano di sport, L'Équipe, ma c'era un candidato rivale nell'organizzazione del Tour: un consorzio di Sports e Miroir Sprint. Ognuno organizzò una propria corsa. L'Équipe e Le Parisien Libéré presentarono "La Course du Tour de France" mentre Sports e Miroir Sprint "La Ronde de France". Entrambi prevedevano cinque tappe, la lunghezza massima concessa dal governo a causa delle poche risorse disponibili. La corsa de L'Équipe fu meglio organizzata e attrasse di più il pubblico, in quanto presentava squadre nazionali, che avevano avuto grande successo prima della guerra, quando i ciclisti francesi erano i più forti. A L'Équipe furono assegnati i diritti per organizzare il Tour de France 1947.

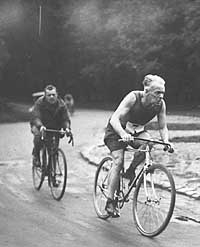
Henri Desgrange nel 1892

I finanziatori de L'Équipe non appoggiarono l'organizzazione e Goddet accettò un'offerta di Émilion Amaury. Amaury era un magnate dell'editoria e la sua condizione era che il suo editore sportivo, Félix Lévitan, avrebbe dovuto affiancare Goddet per il Tour. I due lavorarono insieme, Goddet gestendo il lato sportivo e Lévitan quello finanziario.
Lévitan iniziò a reclutare degli sponsor, accettando qualche volta premi in generi se non potevano dare denaro. Introdusse il traguardo sugli Champs-Élysées nel 1975. Lasciò il Tour il 17 marzo 1987 dopo le perdite legate al Tour of America, nel quale fu coinvolto. L'accusa era di essere stato finanziato dal Tour de France. Lévitan proclamò la sua innocenza, ma la serratura del suo ufficio fu cambiata e il suo lavoro terminò. Goddet si ritirò l'anno successivo. Furono rimpiazzati da un venditore di cognac, Jean-François Naquet-Radiguet, e l'anno successivo da Jean-Marie Leblanc. Il commentatore televisivo Christian Prudhomme - che commentava Tour e altri eventi — rimpiazzò Leblanc nel 2005, dopo averlo assistito per due anni.
Prudhomme lavora per la Société du Tour de France, una sussidiaria della Amaury Sport Organisation (ASO), che è parte del gruppo che possiede L'Équipe. Impiega circa 70 persone a tempo pieno, in un ufficio vicino ma non connesso a L'Équipe nell'area di Issy-les-Moulineaux nella periferia ovest di Parigi. Il numero di impiegati aumenta a circa 220 durante il periodo della corsa, senza includere 500 lavoratori a contratto per preparare il percorso delle tappe.
Gli organizzatori:
- 1903-1939: Henri Desgrange
- 1947-1961: Jacques Goddet

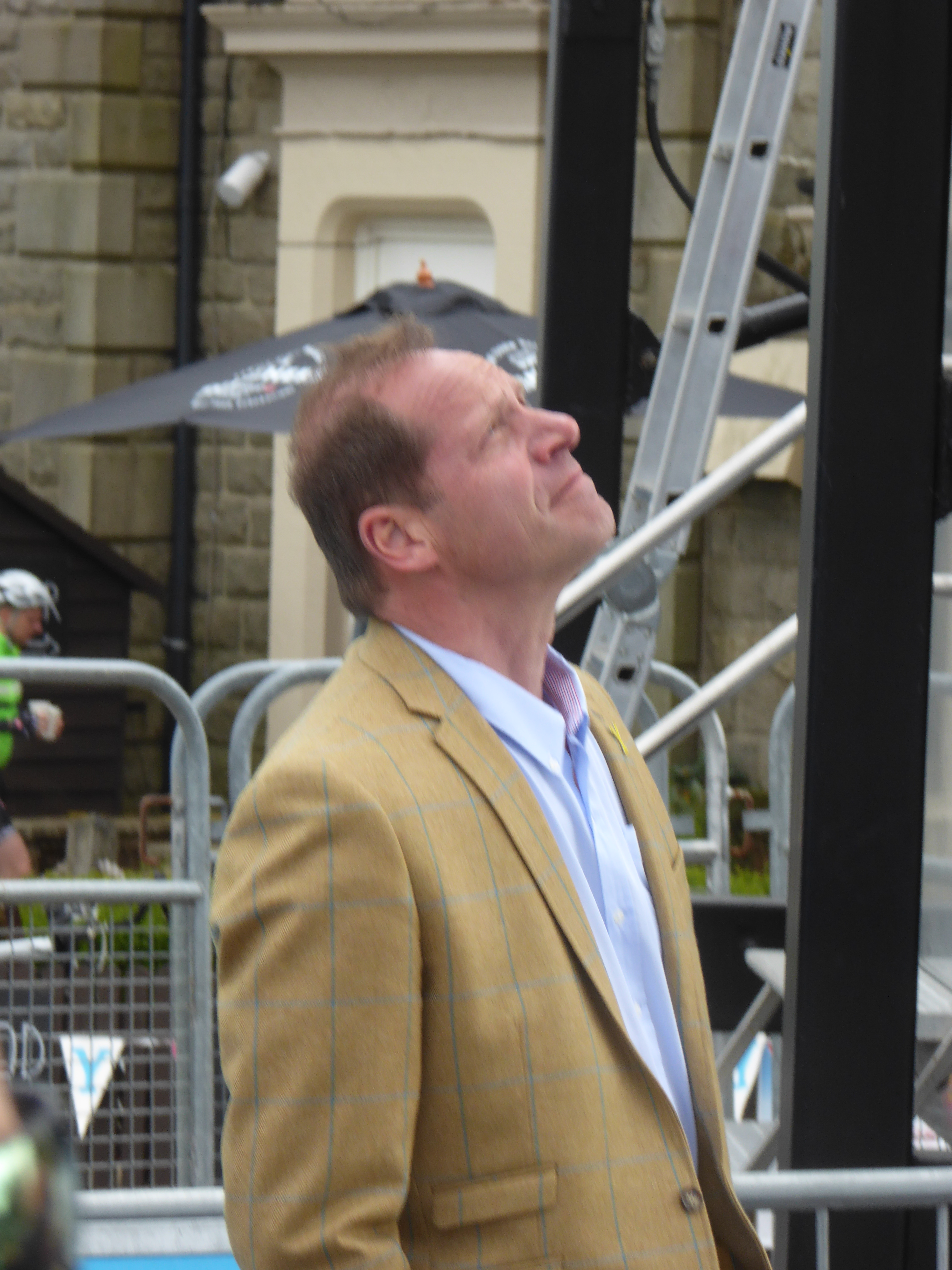
Christian Prudhomme, attuale direttore del Tour

- 1962-1986: Jacques Goddet e Félix Lévitan
- 1987: Jean-François Naquet-Radiguet e Xavier Louy
- 1988: Jean-Pierre Courcol e Xavier Louy
- 1989-1993: Jean-Pierre Carenso e Jean-Marie Leblanc
- 1994-2000: Jean-Claude Killy e Jean-Marie Leblanc
- 2001-2004: Patrice Clerc e Jean-Marie Leblanc
- 2005-2006: Jean-Marie Leblanc e Christian Prudhomme
- 2006-: Christian Prudhomme

## Classifiche
Come in tutte le corse a tappe, il massimo obiettivo al Tour de France è la vittoria della classifica generale; Esistono comunque altre quattro classifiche accessorie, tre individuali (a punti, montagna, per il miglior giovane) e una a tempi riservata alle squadre. Il leader di ognuna delle classifiche individuali veste una maglia distintiva, diversa per ogni classifica. Un corridore che guida più di una classifica veste la maglia più prestigiosa, mentre il secondo della classifica minore indossa la maglia subordinata.

### Classifica generale

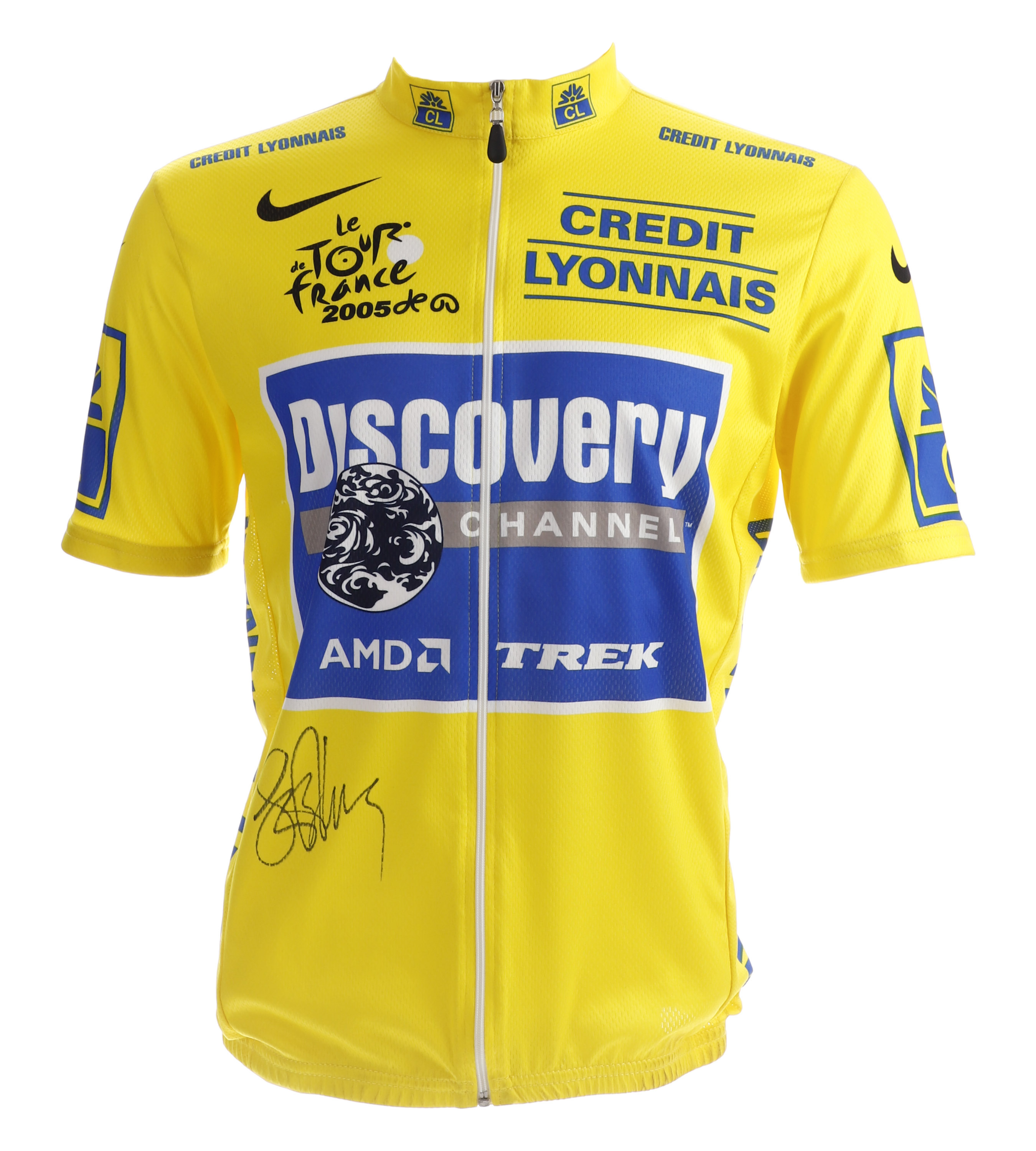
Maglia gialla

Il leader della classifica generale indossa la prestigiosa maglia gialla (maillot jaune).
Il vincitore del primo Tour non indossò una maglia gialla ma un bracciale verde. La prima maglia gialla fu indossata formalmente da Eugène Christophe, il 19 luglio 1919. Nonostante questo, il corridore belga Philippe Thys, che vinse nel 1913, 1914 e 1920, ricordò nella rivista belga Champions et Vedettes che gli venne data una maglia gialla nel 1913 quando Henri Desgrange gli chiese di indossare una maglia colorata. Thys declinò, dicendo che renderlo più visibile avrebbe incoraggiato gli altri corridori ad attaccarlo.
Il primo corridore a indossare la maglia gialla dall'inizio alla fine della corsa fu l'italiano Ottavio Bottecchia nel 1924. La prima azienda che sponsorizzò la maglia e assegnò un premio giornaliero al corridore che l'indossava fu la "Sofil", produttrice di lana, nel 1948. Nel Tour de France 1929 ci furono tre corridori a vestire la maglia contemporaneamente, Nicolas Frantz, André Leducq e Victor Fontan; questo dal momento che i tre avevano lo stesso tempo e non vi erano regole per classificarli. Eddy Merckx è il ciclista che ha portato questa maglia più volte, per ben 96 frazioni (tappe e semitappe).

### Classifica a punti

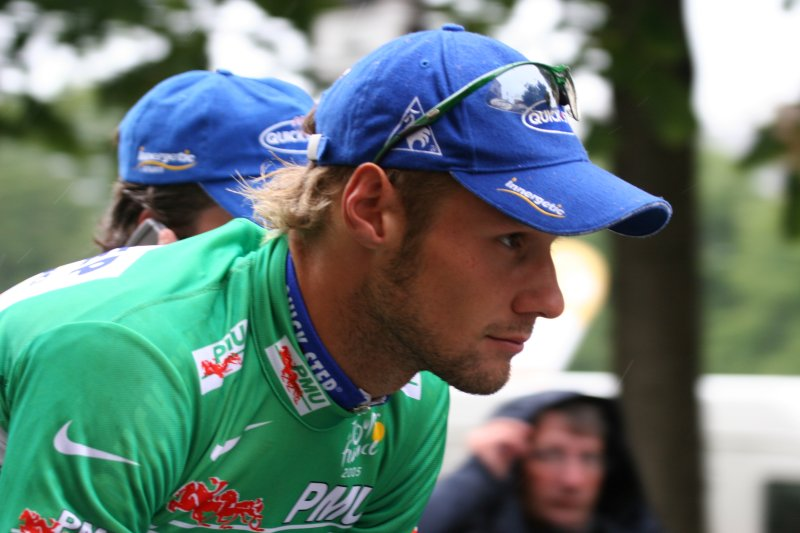
Maglia verde

Il leader della classifica a punti indossa la maglia verde (maillot vert). Alla fine di ogni tappa, ai primi corridori giunti sul traguardo vengono assegnati dei punti in base al piazzamento; vengono assegnati punti anche nei cosiddetti "traguardi intermedi", traguardi inseriti intorno a metà percorso di ciascuna frazione in linea. I traguardi vengono suddivisi in cinque tipologie – traguardi intermedi, traguardi finali di tappe pianeggianti, accidentate o di montagna, traguardi finali delle cronometro individuali – e ogni tipologia prevede l'assegnazione di un determinato numero di punti per ciascun piazzato: nella fattispecie il numero dei punti assegnati è maggiore nelle tappe pianeggianti, al fine di premiare i velocisti, e minore nelle tappe montuose.
In caso di arrivo a pari merito, il numero di tappe vinte determina chi indosserà la maglia verde, poi il numero di traguardi intermedi vinti e infine la posizione nella classifica generale. La classifica a punti venne introdotta nel 1953, per ricordare il cinquantesimo anniversario dalla prima edizione; la graduatoria venne denominata Grand Prix du Cinquentenaire e vinta dallo svizzero Fritz Schär. Il primo sponsor fu "La Belle Jardinière", quello attuale è "Pari Mutuel Urbain", una compagnia di scommesse.
Peter Sagan ha il record di successi, avendo indossato per sette volte questa maglia all'arrivo a Parigi, record in precedenza appartenuto al tedesco Erik Zabel (sei volte).

### Classifica degli scalatori

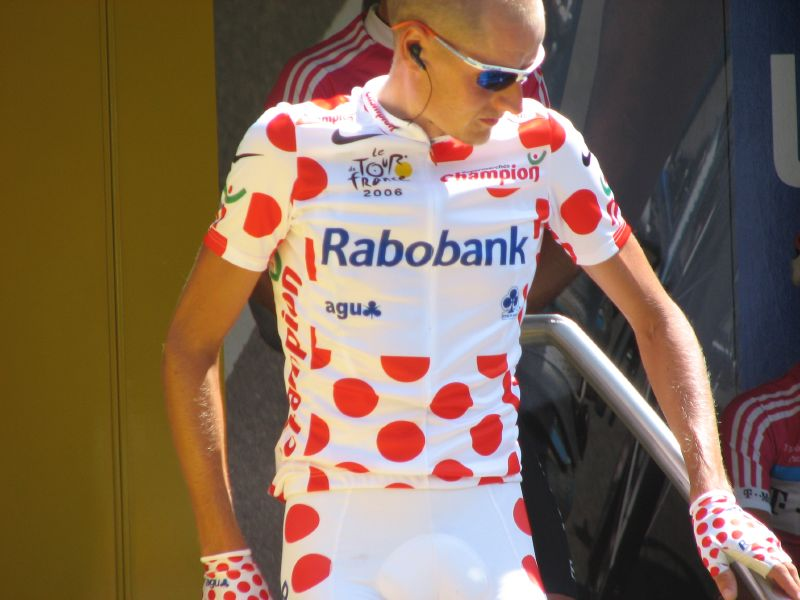
Maglia a pois

Il leader della classifica degli scalatori veste la maglia bianca con pois rossi (maillot à pois rouges). Sulla vetta delle colline e delle montagne percorse sono in genere posti dei traguardi intermedi in cui ai primi a transitare vengono assegnati dei punti in base al piazzamento. I traguardi sono suddivisi in cinque tipologie, Hors Catégorie ("fuori categoria"), prima, seconda, terza e quarta categoria, a seconda della difficoltà della salita di accesso. La difficoltà è stabilita in base alla ripidezza dell'ascesa, della sua lunghezza e della sua posizione lungo la frazione. Vengono quindi assegnati più punti sui traguardi di Hors Catégorie, meno su quelli di quarta categoria. Peraltro, se una tappa si conclude con un traguardo Hors Catégorie, i punti su quel traguardo vengono raddoppiati.
Il miglior scalatore fu eletto per la prima volta nel 1933, ma i premi vennero assegnati a partire dall'edizione successiva, mentre la maglia a pois fu introdotta nel 1975. La particolare cromia venne imposta dallo sponsor dell'epoca, l'azienda di cioccolato Poulain. Il francese Richard Virenque ha vinto questa speciale classifica sette volte, seguito dallo spagnolo Federico Bahamontes e il belga Lucien Van Impe con sei successi a testa.

### Classifica dei giovani

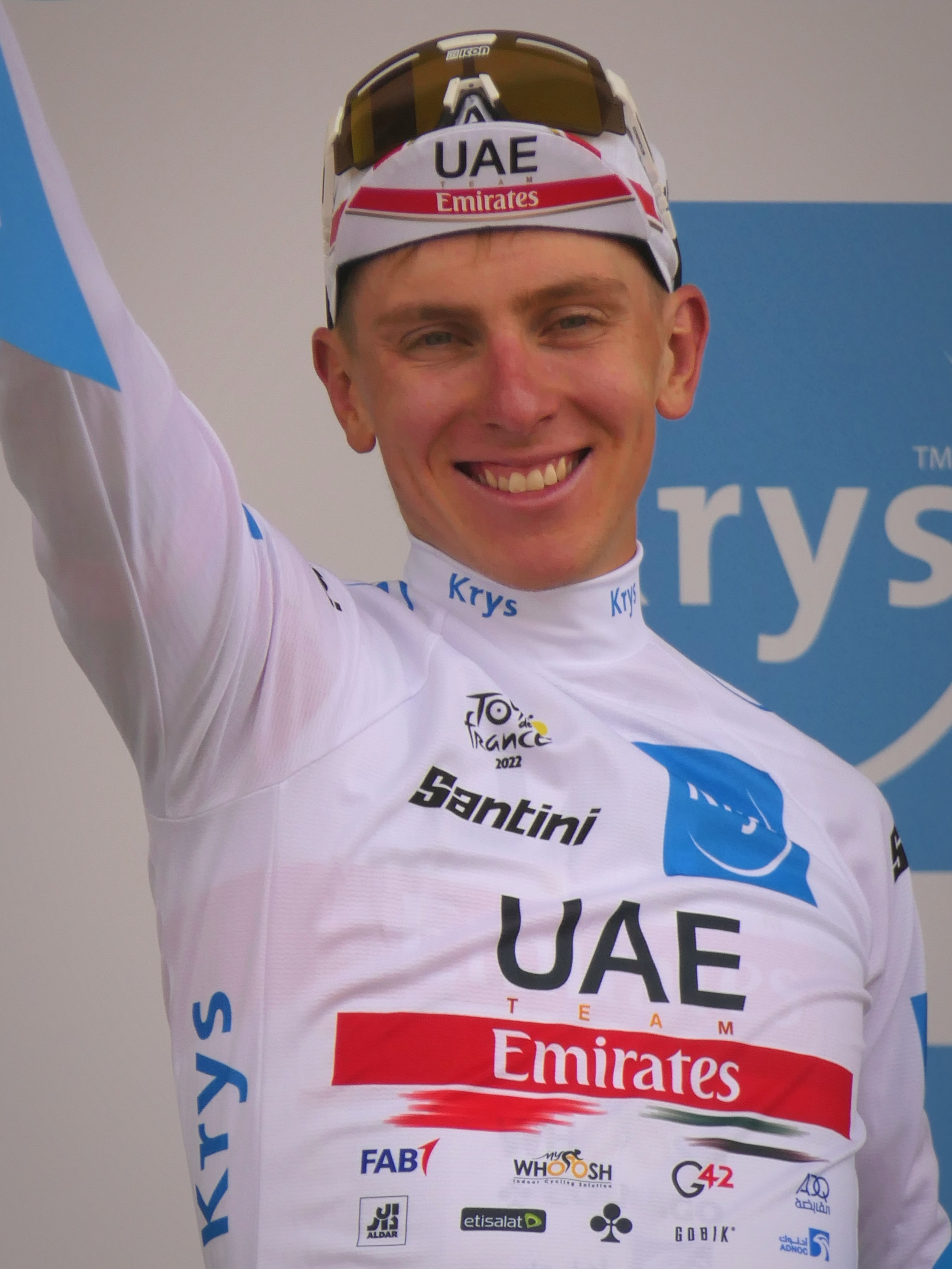
Maglia bianca

Il leader della classifica riservata ai giovani indossa la maglia bianca (maillot blanc). Si tratta di una classifica a tempi, sul modello della classifica generale, in cui però concorrono soltanto i ciclisti aventi un'età minore di 25 anni il 1º gennaio dell'anno in cui si tiene la corsa. La prima maglia bianca venne istituita nel 1975: a vincerla, in quell'edizione, fu Francesco Moser. Da quando fu istituita, è stata vinta da quaranta differenti ciclisti, di cui otto hanno poi vinto il Tour de France durante la loro carriera: Laurent Fignon, Greg LeMond, Marco Pantani, Jan Ullrich, Alberto Contador, Andy Schleck, Egan Bernal e Tadej Pogačar. In sole sette occasioni il ciclista che ha vinto la classifica dei giovani ha conquistato anche la classifica generale nello stesso anno: Fignon nel 1983, Ullrich nel 1997, Contador nel 2007, Andy Schleck nel 2010 (a seguito della squalifica di Contador), Bernal nel 2019 e Pogačar nel 2020 e 2021. 
Lo sloveno Pogačar detiene il record per maggior successi di questa classifica (quattro successi di fila, accompagnate in tutte le occasioni dal primo o secondo posto nella generale) e per maggior numero di tappe in maglia bianca (72); oltre a Pogačar, gli unici a vincere la maglia bianca in più occasioni sono stati Pantani (due vittorie di fila), Ullrich (tre vittorie di fila, accompagnate in tutte le occasioni dal primo o secondo posto nella generale), Andy Schleck (tre vittorie di fila) e Nairo Quintana (due vittorie)

### Classifica a squadre
I ciclisti appartenenti al team leader nella classifica a squadre indossano un dorsale con il numero di gara stampato in nero su giallo (dossard jaune). La graduatoria viene calcolata sommando il tempo dei tre migliori ciclisti di una squadra in ogni tappa e cumulandolo con il tempo fino alla tappa precedente. Non vi è mai stata una maglia particolare, ma dal 2006 i ciclisti della squadra leader vestono un numero stampato su fondo giallo, e il casco giallo. Questa classifica esiste sin dalla prima edizione e la squadra con più successi è la Alcyon, che la vinse dal 1909 al 1912 e dal 1927 al 1929. Le migliori squadre nazionali sono Francia e Belgio, con 10 vittorie ciascuna.

### Premio della combattività
Dal 2023 il ciclista più combattivo di ogni tappa indossa, il giorno seguente, un dorsale con il numero di gara stampato in nero su beige (dossard beige); dal 1998 al 2022 indossava un dorsale con il numero di gara stampato in bianco su rosso (dossard rouge). Il premio va quotidianamente al corridore più attivo della tappa, a colui che quel giorno si è distinto per la tenacia e la generosità, di solito tra quelli che tentano, e animano, le fughe. Non viene assegnato nelle tappe a cronometro. Un premio finale, quello di Supercombattivo, va anche al corridore più aggressivo di tutto il Tour.
Il trofeo venne assegnato per la prima volta nel 1956, e fino al 2002 venne organizzato nella forma di classifica. Dal 2003 è una giuria specializzata composta da otto membri a determinare quotidianamente i vincitori. Già nel 1908, comunque, venne assegnato una sorta di premio della combattività, quando Sports Populaires e L'Education Physique crearono Le Prix du Courage, 100 franchi e una medaglia d'argento per «il corridore che ha finito la corsa, anche se non piazzato, che si è particolarmente distinto per le energie spese».

### Classifiche non più in uso

#### Classifica degli sprint intermedi
Dal 1966 al 1989 venne stilata la classifica degli sprint intermedi. In ogni tappa venivano assegnati punti ai tre ciclisti che per primi transitavano sui traguardi intermedi; questi sprint assegnavano anche punti per la classifica a punti e bonus per la graduatoria generale. Introdotta nel 1966 come classifica dei "punti caldi", venne abolita nel 1989 e accorpata nella classifica a punti. Il simbolo distintivo del leader, la maglia rossa (maillot rouge), venne assegnato per sei edizioni, dal 1984 al 1989.

#### Classifica combinata
Dal 1968 al 1974, dal 1980 al 1982 e dal 1985 al 1989 venne stilata anche una classifica combinata, assegnata in base ad un sistema che tramutava in punti il piazzamento di ciascun corridore nelle altre classifiche (generale, a punti, scalatori e, dal 1984 al 1989, anche sprint). Il leader risultava essere il ciclista la cui somma dei punti era minore; questi vestiva inizialmente una maglia bianca, poi, dal 1985 al 1989, una maglia multicolore (maillot combiné), il cui design era un patchwork con aree colorate a rappresentare la livrea di ognuna delle altre quattro maglie.

## Percorso

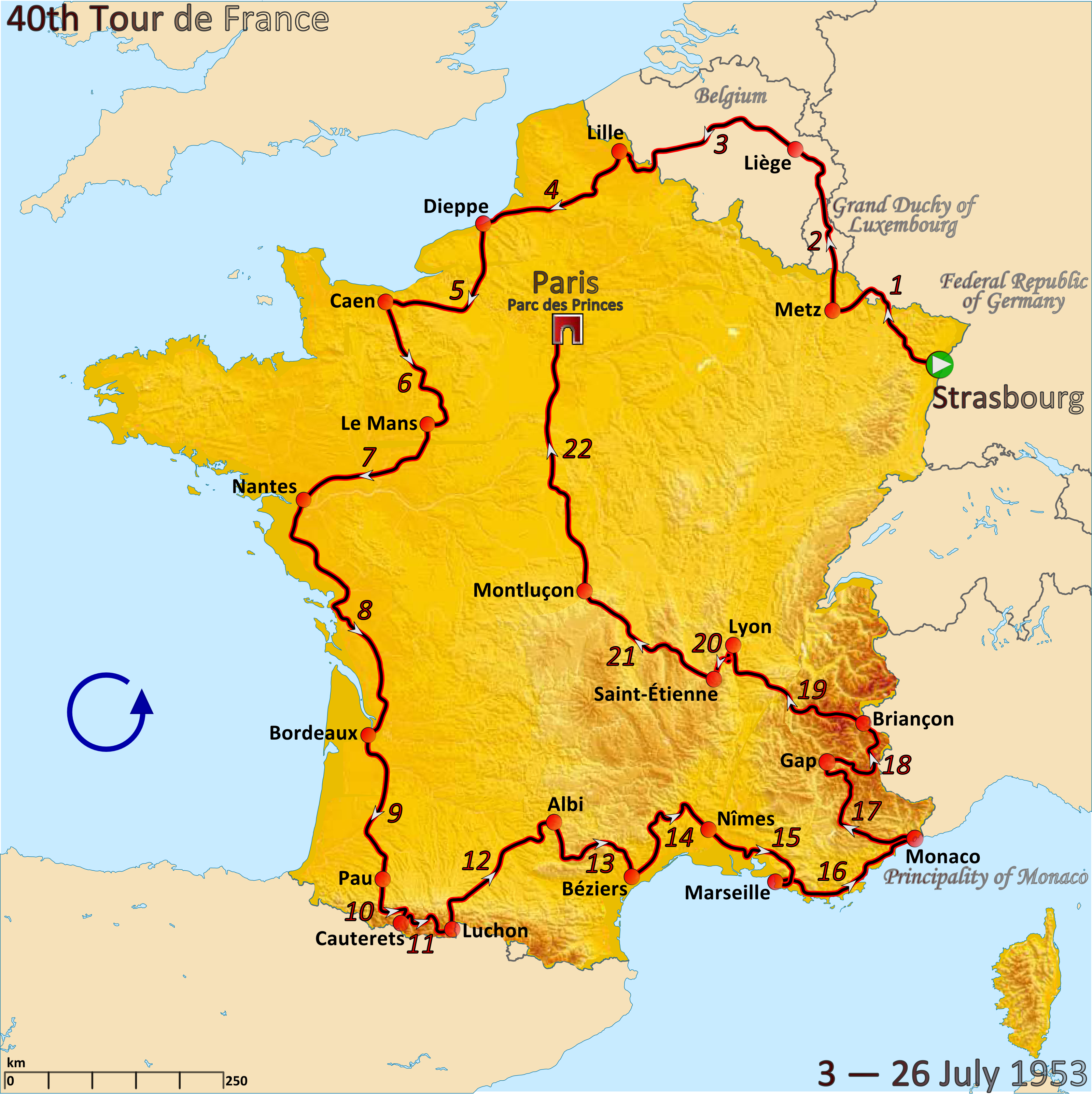
Esempio di percorso del Tour (1953)

Il Tour in origine percorreva il perimetro della Francia, con tappe molto lunghe, che si sviluppavano anche in notturna; tuttavia già della seconda edizione, del 1904, le tappe notturne furono abbandonate poiché si verificarono continui brogli, visto che i giudici di gara non riuscivano a vedere i corridori, i quali molto spesso si avvantaggiavano mediante uso di treni. Questa decisione ridusse la distanza di ogni tappa e quella totale, ma la caratteristica fondamentale rimase la resistenza. Desgrange disse che la sua corsa ideale era talmente dura che un solo corridore sarebbe dovuto arrivare a Parigi.
Dalla forma che il percorso assume, una specie di grande ricciolo che gira attorno al paese fino a giungere a Parigi, è nato il soprannome di Grande Boucle (Grande Ricciolo). Negli anni '60, un susseguirsi di scandali legati al doping, culminati nella morte di Tom Simpson nel 1967, indisse l'Union Cycliste Internationale a limitare le distanze parziali e totale e introdurre dei giorni di riposo. Divenne poi impossibile seguire la linea di frontiera e il percorso aumentò gli zig-zag attraverso il paese. Il Tour moderno ha 21 tappe, interrotte da due giorni di riposo, per un totale di 3 000-4000 km. Il più corto fu quello del 1904 con 2420 km, il più lungo quello del 1926 con 5745 km. L'itinerario e i luoghi sede di tappa cambiano di anno in anno, con unica eccezione Parigi dove sugli Champs-Élysées, dal 1975 è situato il traguardo. Già dalle prime edizioni, ci sono state tappe che hanno sconfinato oltre i confini della Francia e dal 1954 il Tour qualche volta è addirittura iniziato all'estero (finora in Germania, Spagna, Belgio, Svizzera, Paesi Bassi, Inghilterra, Lussemburgo, Irlanda, Monaco, Danimarca, Italia).

### Montagne

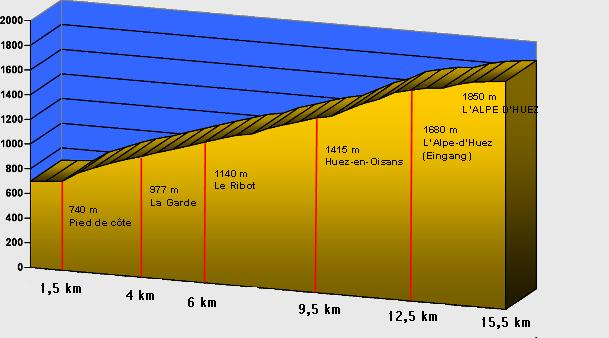
Il profilo dell'Alpe d'Huez, salita storica del Tour.

La corsa si decide spesso nelle tappe di montagna, anche se non mancano tradizionalmente lunghe tappe a cronometro. Alcuni passi e vette su cui spesso passa il Tour hanno acquisito nel corso degli anni un fascino quasi mitico sulle Alpi e sui Pirenei che sono punti fissi del Tour e a volte anche sul Massiccio Centrale e sui Vosgi.
Alcune tra le montagne più famose del Tour sono il Colle del Tourmalet (2.114 m sui Pirenei) che nell'anno 1910 fu la prima alta montagna ad essere scalata, il Colle del Galibier (2.645 m nelle Alpi) inserito nella corsa l'anno successivo, il Colle dell'Izoard (2.361 m nelle Alpi) e il mont Ventoux (1.909 m in Provenza) nel cui paesaggio calcareo e desolato il Tour passò per la prima volta nel 1951.

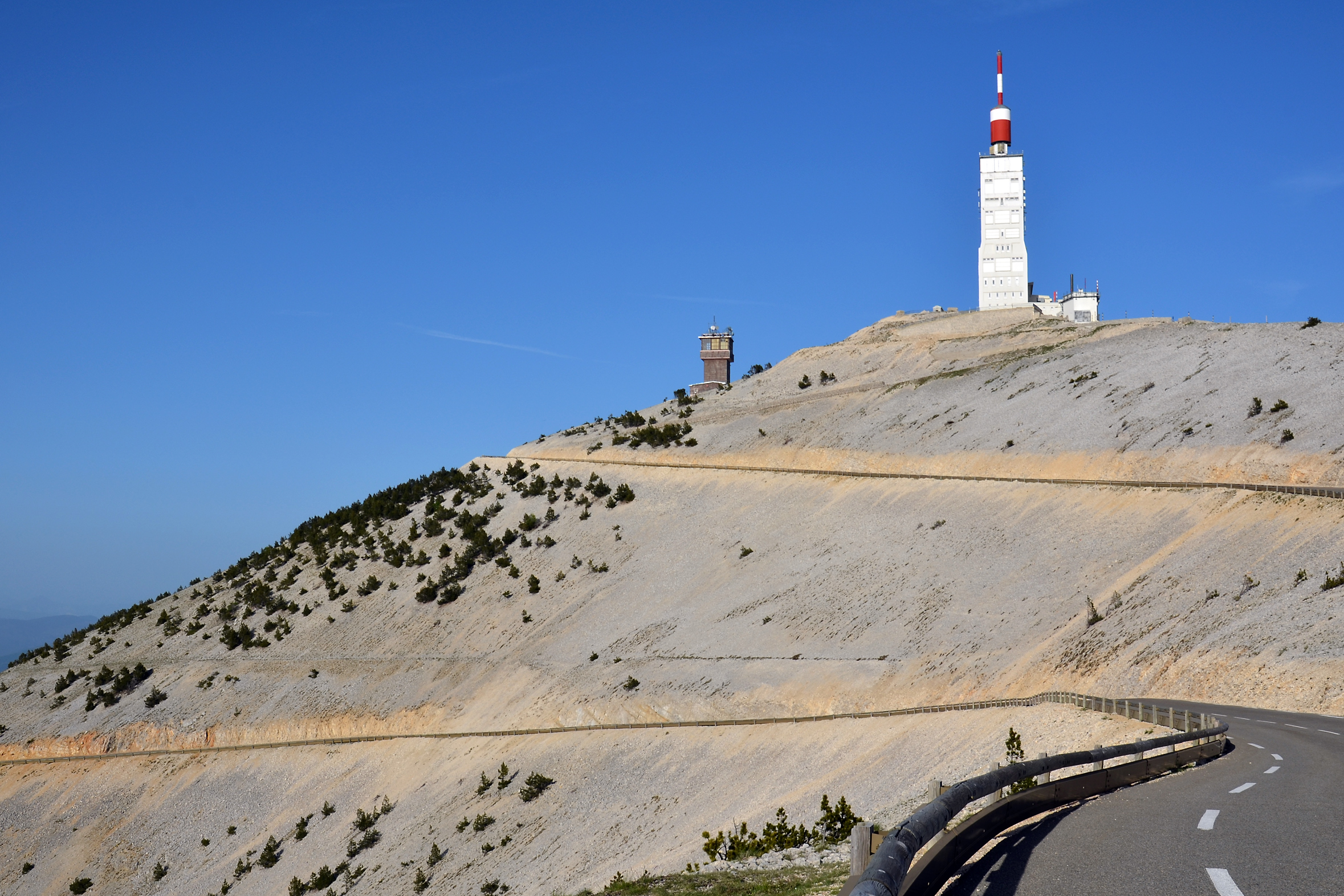
Il Mont Ventoux

A queste montagne bisogna aggiungere il Puy de Dôme e la scalata alla stazione di sci alpino dell'Alpe d'Huez i cui leggendari 21 tornanti, ciascuno dei quali è dedicato ad un ciclista vincitore su quella montagna, portano al traguardo a 1.850 metri, affrontata per la prima volta nel 1952 e quasi sempre presente dal 1976, il Colle della Madeleine.
Altri passi e salite importanti sono il Col de l'Iseran, il Colle dell'Agnello, il Colle e la Cima della Bonette (punto più elevato mai raggiunto dalla competizione), il Colle della Maddalena, il Col de Vars, il Col de Joux Plane, la salita di Courchevel sulle Alpi, il Col de Peyresourde, il Colle d'Aubisque, il Col d'Aspin, il Col de Portet d'Aspet, la salita di Lourdes-Hautacam e la salita di Andorra-Arcalís sui Pirenei.

## Albo d'oro
Aggiornato all'edizione 2025.
| Anno      | Vincitore                                           | Secondo                                             | Terzo                                               |
| --------- | --------------------------------------------------- | --------------------------------------------------- | --------------------------------------------------- |
| 1903      | Maurice Garin                                       | Lucien Pothier                                      | Fernand Augereau                                    |
| 1904      | Henri Cornet                                        | Jean-Baptiste Dortignacq                            | Aloïs Catteau                                       |
| 1905      | Louis Trousselier                                   | Hippolyte Aucouturier                               | Jean-Baptiste Dortignacq                            |
| 1906      | René Pottier                                        | Georges Passerieu                                   | Louis Trousselier                                   |
| 1907      | Lucien Petit-Breton                                 | Gustave Garrigou                                    | Émile Georget                                       |
| 1908      | Lucien Petit-Breton                                 | François Faber                                      | Georges Passerieu                                   |
| 1909      | François Faber                                      | Gustave Garrigou                                    | Jean Alavoine                                       |
| 1910      | Octave Lapize                                       | François Faber                                      | Gustave Garrigou                                    |
| 1911      | Gustave Garrigou                                    | Paul Duboc                                          | Émile Georget                                       |
| 1912      | Odile Defraye                                       | Eugène Christophe                                   | Gustave Garrigou                                    |
| 1913      | Philippe Thys                                       | Gustave Garrigou                                    | Marcel Buysse                                       |
| 1914      | Philippe Thys                                       | Henri Pélissier                                     | Jean Alavoine                                       |
| 1915-1918 | Non disputato a causa della prima guerra mondiale   | Non disputato a causa della prima guerra mondiale   | Non disputato a causa della prima guerra mondiale   |
| 1919      | Firmin Lambot                                       | Jean Alavoine                                       | Eugène Christophe                                   |
| 1920      | Philippe Thys                                       | Hector Heusghem                                     | Firmin Lambot                                       |
| 1921      | Léon Scieur                                         | Hector Heusghem                                     | Honoré Barthélémy                                   |
| 1922      | Firmin Lambot                                       | Jean Alavoine                                       | Félix Sellier                                       |
| 1923      | Henri Pélissier                                     | Ottavio Bottecchia                                  | Romain Bellenger                                    |
| 1924      | Ottavio Bottecchia                                  | Nicolas Frantz                                      | Lucien Buysse                                       |
| 1925      | Ottavio Bottecchia                                  | Lucien Buysse                                       | Bartolomeo Aymo                                     |
| 1926      | Lucien Buysse                                       | Nicolas Frantz                                      | Bartolomeo Aymo                                     |
| 1927      | Nicolas Frantz                                      | Maurice Dewaele                                     | Julien Vervaecke                                    |
| 1928      | Nicolas Frantz                                      | André Leducq                                        | Maurice Dewaele                                     |
| 1929      | Maurice Dewaele                                     | Giuseppe Pancera                                    | Jef Demuysere                                       |
| 1930      | André Leducq                                        | Learco Guerra                                       | Antonin Magne                                       |
| 1931      | Antonin Magne                                       | Jef Demuysere                                       | Antonio Pesenti                                     |
| 1932      | André Leducq                                        | Kurt Stöpel                                         | Francesco Camusso                                   |
| 1933      | Georges Speicher                                    | Learco Guerra                                       | Giuseppe Martano                                    |
| 1934      | Antonin Magne                                       | Giuseppe Martano                                    | Roger Lapébie                                       |
| 1935      | Romain Maes                                         | Ambrogio Morelli                                    | Félicien Vervaecke                                  |
| 1936      | Sylvère Maes                                        | Antonin Magne                                       | Félicien Vervaecke                                  |
| 1937      | Roger Lapébie                                       | Mario Vicini                                        | Leo Amberg                                          |
| 1938      | Gino Bartali                                        | Félicien Vervaecke                                  | Victor Cosson                                       |
| 1939      | Sylvère Maes                                        | René Vietto                                         | Lucien Vlaemynck                                    |
| 1940-1946 | Non disputato a causa della seconda guerra mondiale | Non disputato a causa della seconda guerra mondiale | Non disputato a causa della seconda guerra mondiale |
| 1947      | Jean Robic                                          | Edouard Fachleitner                                 | Pierre Brambilla                                    |
| 1948      | Gino Bartali                                        | Alberic Schotte                                     | Guy Lapébie                                         |
| 1949      | Fausto Coppi                                        | Gino Bartali                                        | Jacques Marinelli                                   |
| 1950      | Ferdi Kübler                                        | Stan Ockers                                         | Louison Bobet                                       |
| 1951      | Hugo Koblet                                         | Raphaël Géminiani                                   | Lucien Lazaridès                                    |
| 1952      | Fausto Coppi                                        | Stan Ockers                                         | Bernardo Ruiz                                       |
| 1953      | Louison Bobet                                       | Jean Malléjac                                       | Giancarlo Astrua                                    |
| 1954      | Louison Bobet                                       | Ferdi Kübler                                        | Fritz Schär                                         |
| 1955      | Louison Bobet                                       | Jean Brankart                                       | Charly Gaul                                         |
| 1956      | Roger Walkowiak                                     | Gilbert Bauvin                                      | Jan Adriaensens                                     |
| 1957      | Jacques Anquetil                                    | Marcel Janssens                                     | Adolf Christian                                     |
| 1958      | Charly Gaul                                         | Vito Favero                                         | Raphaël Géminiani                                   |
| 1959      | Federico Bahamontes                                 | Henry Anglade                                       | Jacques Anquetil                                    |
| 1960      | Gastone Nencini                                     | Graziano Battistini                                 | Jan Adriaensens                                     |
| 1961      | Jacques Anquetil                                    | Guido Carlesi                                       | Charly Gaul                                         |
| 1962      | Jacques Anquetil                                    | Joseph Planckaert                                   | Raymond Poulidor                                    |
| 1963      | Jacques Anquetil                                    | Federico Bahamontes                                 | José Pérez Francés                                  |
| 1964      | Jacques Anquetil                                    | Raymond Poulidor                                    | Federico Bahamontes                                 |
| 1965      | Felice Gimondi                                      | Raymond Poulidor                                    | Gianni Motta                                        |
| 1966      | Lucien Aimar                                        | Jan Janssen                                         | Raymond Poulidor                                    |
| 1967      | Roger Pingeon                                       | Julio Jiménez                                       | Franco Balmamion                                    |
| 1968      | Jan Janssen                                         | Herman Van Springel                                 | Ferdinand Bracke                                    |
| 1969      | Eddy Merckx                                         | Roger Pingeon                                       | Raymond Poulidor                                    |
| 1970      | Eddy Merckx                                         | Joop Zoetemelk                                      | Gösta Pettersson                                    |
| 1971      | Eddy Merckx                                         | Joop Zoetemelk                                      | Lucien Van Impe                                     |
| 1972      | Eddy Merckx                                         | Felice Gimondi                                      | Raymond Poulidor                                    |
| 1973      | Luis Ocaña                                          | Bernard Thévenet                                    | José Manuel Fuente                                  |
| 1974      | Eddy Merckx                                         | Raymond Poulidor                                    | Vicente López Carril                                |
| 1975      | Bernard Thévenet                                    | Eddy Merckx                                         | Lucien Van Impe                                     |
| 1976      | Lucien Van Impe                                     | Joop Zoetemelk                                      | Raymond Poulidor                                    |
| 1977      | Bernard Thévenet                                    | Hennie Kuiper                                       | Lucien Van Impe                                     |
| 1978      | Bernard Hinault                                     | Joop Zoetemelk                                      | Joaquim Agostinho                                   |
| 1979      | Bernard Hinault                                     | Joop Zoetemelk                                      | Joaquim Agostinho                                   |
| 1980      | Joop Zoetemelk                                      | Hennie Kuiper                                       | Raymond Martin                                      |
| 1981      | Bernard Hinault                                     | Lucien Van Impe                                     | Robert Alban                                        |
| 1982      | Bernard Hinault                                     | Joop Zoetemelk                                      | Johan van der Velde                                 |
| 1983      | Laurent Fignon                                      | Ángel Arroyo                                        | Peter Winnen                                        |
| 1984      | Laurent Fignon                                      | Bernard Hinault                                     | Greg LeMond                                         |
| 1985      | Bernard Hinault                                     | Greg LeMond                                         | Stephen Roche                                       |
| 1986      | Greg LeMond                                         | Bernard Hinault                                     | Urs Zimmermann                                      |
| 1987      | Stephen Roche                                       | Pedro Delgado                                       | Jean-François Bernard                               |
| 1988      | Pedro Delgado                                       | Steven Rooks                                        | Fabio Parra                                         |
| 1989      | Greg LeMond                                         | Laurent Fignon                                      | Pedro Delgado                                       |
| 1990      | Greg LeMond                                         | Claudio Chiappucci                                  | Erik Breukink                                       |
| 1991      | Miguel Indurain                                     | Gianni Bugno                                        | Claudio Chiappucci                                  |
| 1992      | Miguel Indurain                                     | Claudio Chiappucci                                  | Gianni Bugno                                        |
| 1993      | Miguel Indurain                                     | Tony Rominger                                       | Zenon Jaskuła                                       |
| 1994      | Miguel Indurain                                     | Pëtr Ugrjumov                                       | Marco Pantani                                       |
| 1995      | Miguel Indurain                                     | Alex Zülle                                          | Bjarne Riis                                         |
| 1996      | Bjarne Riis                                         | Jan Ullrich                                         | Richard Virenque                                    |
| 1997      | Jan Ullrich                                         | Richard Virenque                                    | Marco Pantani                                       |
| 1998      | Marco Pantani                                       | Jan Ullrich                                         | Bobby Julich                                        |
| 1999      | Non attribuito                                      | Alex Zülle                                          | Fernando Escartín                                   |
| 2000      | Non attribuito                                      | Jan Ullrich                                         | Joseba Beloki                                       |
| 2001      | Non attribuito                                      | Jan Ullrich                                         | Joseba Beloki                                       |
| 2002      | Non attribuito                                      | Joseba Beloki                                       | Raimondas Rumšas                                    |
| 2003      | Non attribuito                                      | Jan Ullrich                                         | Aleksandr Vinokurov                                 |
| 2004      | Non attribuito                                      | Andreas Klöden                                      | Ivan Basso                                          |
| 2005      | Non attribuito                                      | Ivan Basso                                          | Non attribuito                                      |
| 2006      | Óscar Pereiro                                       | Andreas Klöden                                      | Carlos Sastre                                       |
| 2007      | Alberto Contador                                    | Cadel Evans                                         | Non attribuito                                      |
| 2008      | Carlos Sastre                                       | Cadel Evans                                         | Denis Men'šov                                       |
| 2009      | Alberto Contador                                    | Andy Schleck                                        | Bradley Wiggins                                     |
| 2010      | Andy Schleck                                        | Samuel Sánchez                                      | Jurgen Van Den Broeck                               |
| 2011      | Cadel Evans                                         | Andy Schleck                                        | Fränk Schleck                                       |
| 2012      | Bradley Wiggins                                     | Chris Froome                                        | Vincenzo Nibali                                     |
| 2013      | Chris Froome                                        | Nairo Quintana                                      | Joaquim Rodríguez                                   |
| 2014      | Vincenzo Nibali                                     | Jean-Christophe Péraud                              | Thibaut Pinot                                       |
| 2015      | Chris Froome                                        | Nairo Quintana                                      | Alejandro Valverde                                  |
| 2016      | Chris Froome                                        | Romain Bardet                                       | Nairo Quintana                                      |
| 2017      | Chris Froome                                        | Rigoberto Urán                                      | Romain Bardet                                       |
| 2018      | Geraint Thomas                                      | Tom Dumoulin                                        | Chris Froome                                        |
| 2019      | Egan Bernal                                         | Geraint Thomas                                      | Steven Kruijswijk                                   |
| 2020      | Tadej Pogačar                                       | Primož Roglič                                       | Richie Porte                                        |
| 2021      | Tadej Pogačar                                       | Jonas Vingegaard                                    | Richard Carapaz                                     |
| 2022      | Jonas Vingegaard                                    | Tadej Pogačar                                       | Geraint Thomas                                      |
| 2023      | Jonas Vingegaard                                    | Tadej Pogačar                                       | Adam Yates                                          |
| 2024      | Tadej Pogačar                                       | Jonas Vingegaard                                    | Remco Evenepoel                                     |
| 2025      | Tadej Pogačar                                       | Jonas Vingegaard                                    | Florian Lipowitz                                    |

## Statistiche

### Vittorie per nazione
Aggiornato al 2025
| Pos. | Nazione     | Vittorie (Vincitori) |
| ---- | ----------- | -------------------- |
| 1    | Francia     | 36 (21)              |
| 2    | Belgio      | 18 (10)              |
| 3    | Spagna      | 12 (7)               |
| 4    | Italia      | 10 (7)               |
| 5    | Regno Unito | 6 (3)                |
| 6    | Lussemburgo | 5 (4)                |
| 7    | Slovenia    | 4 (1)                |
| 8    | Stati Uniti | 3 (1)                |
| 8    | Danimarca   | 3 (2)                |
| 10   | Paesi Bassi | 2 (2)                |
| 10   | Svizzera    | 2 (2)                |
| 12   | Australia   | 1 (1)                |
| 12   | Colombia    | 1 (1)                |
| 12   | Germania    | 1 (1)                |
| 12   | Irlanda     | 1 (1)                |

### Vincitori
Sono i francesi, con 36 vittorie, ad essersi aggiudicati il Tour per più volte. Segue il Belgio con 18, poi distanziate Spagna a 12, Italia a 10, Lussemburgo a 5; segue la Slovenia con 4 successi e seguono Stati Uniti, Gran Bretagna con 3, poi Paesi Bassi e Svizzera a 2 e per finire Australia, Danimarca, Germania, Irlanda e Colombia con un successo a testa.
L'ultima vittoria di un ciclista belga risale al 1976 vinto da Lucien Van Impe, quella di un francese al 1985, quando Bernard Hinault si impose per la quinta e ultima volta. Da quel momento una serie di nuove nazioni ha scritto il proprio nome nell'albo d'oro: nel 1986 il primo statunitense, nel 1987 il primo irlandese, nel 1996 il primo danese e nel 1997 il primo tedesco. Nel 2011 si è imposto il primo australiano; nel 2012 e nel 2013 sono arrivate le prime vittorie di ciclisti britannici e nel 2020 la prima vittoria di un corridore sloveno.
Quattro corridori hanno ottenuto cinque vittorie:
- Jacques Anquetil nel 1957, 1961, 1962, 1963 e 1964;
- Eddy Merckx nel 1969, 1970, 1971, 1972 e 1974;
- Bernard Hinault nel 1978, 1979, 1981, 1982 e 1985;
- Miguel Indurain nel 1991, 1992, 1993, 1994 e 1995 (l'unico a vincere in cinque anni consecutivi).

Due corridori hanno ottenuto quattro successi:
- Chris Froome nel 2013, 2015, 2016 e 2017.
- Tadej Pogačar nel 2020, 2021, 2024 e 2025.

Tre corridori hanno ottenuto tre successi:
- Philippe Thys nel 1913, 1914 e 1920;
- Louison Bobet nel 1953, 1954 e 1955;
- Greg LeMond nel 1986, 1989 e 1990;

Il più giovane vincitore del Tour de France è il francese Henri Cornet, che vinse l'edizione 1904 a 19 anni. Il successivo è lo sloveno Tadej Pogačar, che nel 2020 ha vinto la gara a 21 anni e 364 giorni. Il più vecchio vincitore è invece il belga Firmin Lambot, trentaseienne nel 1922. I successivi sono il francese Henri Pélissier (1923), l'australiano Cadel Evans (2011) e l'italiano Gino Bartali (1948), tutti e tre trentaquattrenni. Lo stesso Gino Bartali detiene il più lungo tempo tra due vittorie, avendo vinto la prima volta nel 1938 e l'ultima nel 1948, a dieci anni di distanza.
Pochi corridori sono stati in grado di vincere nello stesso anno le due maggiori corse a tappe d'Europa, il Tour de France ed il Giro d'Italia, e tra questi solamente Eddy Merckx è stato in grado di fare la doppietta per tre volte:
- Eddy Merckx nel 1970, 1972 e 1974;
- Fausto Coppi nel 1949 e 1952;
- Bernard Hinault nel 1982 e 1985;
- Miguel Indurain nel 1992 e 1993 (l'unico a vincere in due anni consecutivi);
- Jacques Anquetil nel 1964;
- Stephen Roche nel 1987;
- Marco Pantani nel 1998;
- Tadej Pogačar nel 2024.

### Classifiche accessorie
Un corridore ha vinto la classifica a punti sette volte:
- Peter Sagan nel 2012, 2013, 2014, 2015, 2016, 2018 e 2019.

Un corridore ha vinto la classifica del gran premio della montagna sette volte:
- Richard Virenque nel 1994, 1995, 1996, 1997, 1999, 2003 e 2004.

Due corridori hanno vinto la classifica del gran premio della montagna sei volte:
- Federico Bahamontes nel 1954, 1958, 1959, 1962, 1963 e 1964;
- Lucien Van Impe nel 1971, 1972, 1975, 1977, 1981 e 1983.

Un corridore ha vinto la classifica giovani quattro volte:
- Tadej Pogačar nel 2020, 2021, 2022 e 2023.

Due corridori hanno vinto la classifica giovani tre volte:
- Jan Ullrich nel 1996, 1997, 1998. In questi anni comunque la classifica non aveva una maglia particolare;
- Andy Schleck nel 2008, 2009, 2010.

Un corridore ha vinto la classifica del gran premio della montagna, la classifica a punti e la classifica generale nello stesso anno:
- Eddy Merckx nel 1969. Merckx avrebbe vinto anche il premio come miglior giovane se fosse esistito.

Il corridore con più partecipazioni al Tour de France è Sylvain Chavanel, con 18 presenze consecutive dal 2001 al 2018, seguono lo statunitense George Hincapie, l'australiano Stuart O'Grady e il tedesco Jens Voigt con diciassette presenze ciascuno; infine si trovano lo spagnolo Haimar Zubeldia e l'olandese Joop Zoetemelk, con sedici presenze. Nella fattispecie Chavanel e Zoetemelk hanno concluso entrambi sedici i Tour, in particolare per l'olandese sono tutti quelli a cui prese parte, in dodici dei quali si piazzò tra i primi dieci della classifica generale.